# Liste des œuvres de Pablo Picasso de 1918 à 1945
Pour un article plus général, voir Liste des œuvres de Pablo Picasso.
 (août 2024).
La mise en forme du texte ne suit pas les recommandations de Wikipédia : il faut le « wikifier ».
Les points d'amélioration suivants sont les cas les plus fréquents. Le détail des points à revoir est peut-être précisé sur la page de discussion.
- Les titres sont pré-formatés par le logiciel. Ils ne sont ni en capitales, ni en gras.
- Le texte ne doit pas être écrit en capitales (les noms de famille non plus), ni en gras, ni en italique, ni en « petit »…
- Le gras n'est utilisé que pour surligner le titre de l'article dans l'introduction, une seule fois.
- L'italique est rarement utilisé : mots en langue étrangère, titres d'œuvres, noms de bateaux, etc.
- Les citations ne sont pas en italique mais en corps de texte normal. Elles sont entourées par des guillemets français : « et ».
- Les listes à puces sont à éviter, des paragraphes rédigés étant largement préférés. Les tableaux sont à réserver à la présentation de données structurées (résultats, etc.).
- Les appels de note de bas de page (petits chiffres en exposant, introduits par l'outil «  Source ») sont à placer entre la fin de phrase et le point final[comme ça].
- Les liens internes (vers d'autres articles de Wikipédia) sont à choisir avec parcimonie. Créez des liens vers des articles approfondissant le sujet. Les termes génériques sans rapport avec le sujet sont à éviter, ainsi que les répétitions de liens vers un même terme.
- Les liens externes sont à placer uniquement dans une section « Liens externes », à la fin de l'article. Ces liens sont à choisir avec parcimonie suivant les règles définies. Si un lien sert de source à l'article, son insertion dans le texte est à faire par les notes de bas de page.
- La présentation des références doit suivre les conventions bibliographiques. Il est recommandé d'utiliser les modèles {{Ouvrage}}, {{Chapitre}}, {{Article}}, {{Lien web}} et/ou {{Bibliographie}}. Le mode d'édition visuel peut mettre en forme automatiquement les références.
- Insérer une infobox (cadre d'informations à droite) n'est pas obligatoire pour parachever la mise en page.

Pour une aide détaillée, merci de consulter Aide:Wikification.
Si vous pensez que ces points ont été résolus, vous pouvez retirer ce bandeau et améliorer la mise en forme d'un autre article.

## 1918
Huiles sur toile sauf mention contraire
- Les Baigneuses
- L'Homme à la guitare (130 × 895 cm), Kunsthalle de Hambourg
- Grande Nature morte (87 × 116 cm), Musée de l'Orangerie, Paris
- Pipe, Verre et Carte à jouer (38 × 46 cm), Musée national Picasso-Paris[1]
- Portrait d'Olga dans un fauteuil (printemps), (88,8 × 30 cm), Musée national Picasso-Paris[2]
- Verre et Pipe, huile et sable sur bois (45,7 × 55 cm), Musée national Picasso-Paris[1]

## 1919
- Fillette au cerceau, huile et sable sur toile (142,5 × 79 cm), Centre Pompidou[3]
- Nature morte au pichet et aux pommes, huile sur toile (65 × 43,5 cm), Musée national Picasso-Paris[2]
- Nature morte à la guitare devant une fenêtre ouverte, gouache sur papier, cadre de Rose Adler, Musée Angladon, Avignon[4]
- Nature morte devant une fenêtre, gouache sur papier, cadre de Rose Adler, Musée Angladon, Avignon
- Portrait de la famille Sisley

## 1920
- Baignants
- Femme lisant
- La Nature morte à la cheminée en fumée[5]
- Nature morte cubiste, gouache sur papier, cadre d'Étienne Cournault (?), Musée Angladon, Avignon[4]
- Olga à la couronne de fleurs, fusain (610 × 490 cm), Palais des Beaux-Arts de Lille[6]

## 1921
Huile sur toile sauf indication contraire
- La Lecture de la lettre (La Conférence de la lettre), (184 × 105 cm), Musée national Picasso-Paris
- Maternité (hauteur 1,54 m), Pinakothek der Moderne, Allemagne[7]
- Tête de femme, pastel (65 × 50 cm)[8]
- Trois Femmes à la fontaine (été), sanguine sur toile (200 × 161 cm), Musée national Picasso-Paris[2]
- Trois Femmes à la fontaine, (203,9 × 174 cm), Museum of Modern Art, New York[9]
- Les Trois Musiciens, Musée d'Art Moderne de New York ; autre version au Philadelphia Museum of Art.

## 1922
Huile sur toile sauf indication contraire
- Deux Femmes courant sur la plage (La Course) (été), gouache sur contreplaqué (32,5 × 41,1 cm), Musée national Picasso-Paris[2]
- Maternité, musée Picasso, Malaga
- Mère et Enfant (100,5 × 81,5 cm)[10]
- Poisson sur un journal (27 × 35 cm)[11]

## 1923
Huile sur toile sauf indication contraire
- Arlequin, (130 × 97 cm), Centre Georges-Pompidou
- La Flûte de Pan (été), (205 × 174 cm), Musée national Picasso-Paris[2]
- Olga au col de fourrure, (1 160 × 805 cm), Palais des Beaux-Arts de Lille[12]
- Olga pensive, pastel et crayon noir (104 × 71 cm), Musée national Picasso-Paris[4]
- Portrait de Paulo avec un bonnet blanc, (27 × 22 cm), Musée Picasso, Málaga[4]
- Trois Grâces , huile et fusain sur toile, (200 × 150 cm), Musée Picasso, Málaga[13]

## 1924
Huile sur toile sauf indication contraire
- Livre, Compotier et Mandoline, Pinakothek der Moderne, Allemagne[7]
- Nature morte à la charlotte, Centre Pompidou
- Nature morte à la mandoline, huile sur toile (101 × 158 × cm), Galerie nationale d'Irlande, Dublin[14]
- Paul en Arlequin, Musée national Picasso-Paris[2]
- Rideau de scène pour le ballet Mercure, Centre Pompidou[15]

## 1925
Huile sur toile sauf indication contraire
- Les Trois Danseuses (215,3 × 142,2 cm), Tate Gallery, Londres
- Le Baiser (été), (130,5 × 97,7 cm), Musée national Picasso-Paris[2]

## 1926
Huile sur toile sauf indication contraire
- Buste de jeune fille (81 × 65 cm), Musée d'art moderne et contemporain de Strasbourg
- Marie-Thérèse à 21 ans, dessin, collection privée de Diana Widmaier Picasso
- Guitare (printemps), cordes, papier journal, serpillère et clous sur toile peinte (96 × 130 cm), Musée national Picasso-Paris[1]

## 1927
- Figure, huile sur contreplaqué (129 × 96 cm), Musée national Picasso-Paris[1]
- Nu sur fond blanc, huile sur toile (130 × 97 cm), Musée national Picasso-Paris[1]

## 1928
Huile sur toile sauf indication contraire
- Baigneuse (6 août), (22 × 14 cm), Musée national Picasso-Paris[1]
- Baigneuses jouant au ballon (20 août), (21,7 × 41,2 cm), Musée national Picasso-Paris[1]
- Baigneuses ouvrant une cabine (9 août), (32,8 × 22 cm), Musée national Picasso-Paris[1]
- Couverture du Minotaure (janvier), collage
- Joueurs de ballon sur la plage (15 août), (24 × 34,9 cm), Musée national Picasso-Paris
- Femme assise (printemps), sculpture bronze, épreuve unique (80,5 × 20 × 22 cm), Musée national Picasso-Paris, en dépôt au Centre Pompidou[1]
- Femme assise (printemps), sculpture bronze, épreuve unique (42,5 × 16,5 × 23,5 cm), Musée national Picasso-Paris, en dépôt au Centre Pompidou[1]
- Figure (automne), sculpture en fil de fer et tôle (50 × 18,5 × 40,8 cm), Musée national Picasso-Paris, en dépôt au Centre Pompidou[1]
- Figure (automne), sculpture en fil de fer et tôle (59,5 × 13 × 32 cm), Musée national Picasso-Paris, en dépôt au Centre Pompidou[1]
- Figure (automne), sculpture en fil de fer et tôle (37,5 × 10 × 19,6 cm), Musée national Picasso-Paris, en dépôt au Centre Pompidou[1]
- Figure (Projet pour un monument à Guillaume Apollinaire) (automne, version élargie en 1962), sculpture en fer (hauteur : 120 cm), collection particulière[16]
- Figure et Profil, (72 × 60 cm), Musée national Picasso-Paris[1]
- Métamorphose I, sculpture en bronze, épreuve unique (22,8 × 18 × 11 cm), Musée national Picasso-Paris[1]
- Métamorphose II, sculpture en bronze, épreuve unique (22,8 × 18 × 11 cm), collection particulière[1]
- Métamorphose II, sculpture en plâtre (24 × 18 × 11 cm), Musée national Picasso-Paris[1]
- Peintre à la palette et au chevalet, (130 × 97 cm), Musée national Picasso-Paris[1]
- Tête (octobre), sculpture en laiton et fer peints (18 × 11 × 9,5 cm), Musée national Picasso-Paris[1]

Dessin
- Portrait de Max Jacob Iauré, 1928, crayon noir et fusain sur papier blanc, 27,8 x 20,8 cm, musée des Beaux-Arts d’Orléans[17].

## 1929
- Grand Nu au fauteuil rouge (5 mai), huile sur toile (195 × 129 cm), Musée national Picasso-Paris[2]

## 1930
- Femme (1er février), huile sur toile, collection particulière[18]
- Buste de femme, pin sculpté (13 × 5 × 2,5 cm), Musée national Picasso-Paris[1]
- Composition au gant, huile sur toile, tableau-relief (27 × 35 cm), Musée national Picasso-Paris[19]
- Couple, tilleul sculpté (10,5 × 3,5 × 2,2 cm), Musée national Picasso-Paris[1]
- La Crucifixion (7 février), huile sur contreplaqué (51,5 × 66,5 cm), Musée national Picasso-Paris[2]
- Femme assise (automne) sapin sculpté (55,8 × 2,5 × 5 cm), Musée national Picasso-Paris[1]
- Femme assise (automne) sapin sculpté (17,6 × 2,1 × 2,5 cm), Musée national Picasso-Paris[1]
- Femme assise (automne) sapin sculpté (15,7 × 3 × 2,9 cm), Musée national Picasso-Paris[1]
- La Femme au jardin (1929-1930), sculpture en fer soudé et peint en blanc (206 × 117 × 85 cm), Musée national Picasso-Paris[1]
- Femme debout (automne), sapin sculpté (49 × 2,3 × 2,2 cm), Musée national Picasso-Paris[1]
- Femme debout (automne), sapin sculpté et fil de fer (47,1 × 3,5 × 8 cm), Musée national Picasso-Paris[1]
- Femme debout (automne), sapin sculpté (48,8 × 5,5 × 2,8 cm), Musée national Picasso-Paris[1]
- Femme debout (automne), sapin sculpté (50,7 × 2 × 3,3 cm), Musée national Picasso-Paris[1]
- Femme debout (automne), sapin sculpté (47,6 × 3 × 5 cm), Musée national Picasso-Paris[1]
- Femme debout (automne), sapin sculpté (31,5 × 2,3 × 2,5 cm), Musée national Picasso-Paris[1]
- Femme debout (27 ou 29 septembre), sapin sculpté (20,3 × 3,4 × 4 cm), Musée national Picasso-Paris[1]
- Tête de femme (1929-1930), sculpture en fer, tôle, ressorts et passoires peints (100 × 37 × 59 cm), Musée national Picasso-Paris[1]
- Tête d'homme, sculpture en fer, laiton et bronze (83,5 × 40 × 36 cm), Musée national Picasso-Paris[1]

En 1930, Picasso commence la Suite Vollard, une série d'estampes qu'il achève en 1937.

## 1931
- Femme endormie (4 février), charbon sur toile (46 × 61 cm), collection particulière[20]
- Baigneuse, sculpture en plâtre (69 × 40 × 34 cm), Musée national Picasso-Paris[21]
- Baigneuse, sculpture en plâtre (40,5 × 13,2 × 31,5 cm), Musée national Picasso-Paris[21]
- Baigneuse allongée, sculpture en plâtre (26 × 82 × 43 cm), Musée national Picasso-Paris[21]
- Baigneuse allongée, sculpture en plâtre 26 × 82 × 43 cm), Musée Picasso, Málaga[22]
- Buste de femme, sculpture en bronze, épreuve unique (78 × 44,5 × 54 cm), Musée national Picasso-Paris[23]
- Buste de femme, sculpture en plâtre (62,5 × 28 × 41,5 cm), Musée national Picasso-Paris[23]
- Buste de femme (printemps), sculpture en ciment, épreuve unique (78 × 44,5 × 50 cm), Musée national Picasso-Paris[23]
- Figure, sculpture en fil de fer (26 × 12,5 × 11,1 cm), Musée national Picasso-Paris[23]
- Œil, sculpture en plâtre (6,5 × 12,5 × 11 cm), collection particulière[21]
- Œil, sculpture en plâtre (6,5 × 13 × 11,5 cm), collection particulière[21]
- Main droite de Picasso, sculpture en plâtre (20,5 × 14,2 × 3,4 cm), Musée national Picasso-Paris[21]
- Le Sculpteur, huile sur contreplaqué (128,5 × 96 cm), Musée national Picasso-Paris[21]
- Femme assise, sculpture en plâtre (35 × 23,2 × 30,5 cm), Musée national Picasso-Paris[21]
- Tête de femme, sculpture en bronze, épreuve unique (86 × 32 × 48,5 cm), Musée national Picasso-Paris[23]
- Tête de femme, sculpture en plâtre et bois (88 × 49 × 37 cm), Musée national Picasso-Paris[23]
- Tête de femme, sculpture en plâtre (71,5 × 41 × 33 cm), Musée national Picasso-Paris[23]
- Tête de femme de profil, sculpture en bronze, épreuve unique (68,5 × 60 × 9 cm), Musée national Picasso-Paris[23]
- Tête de guerrier, sculpture en bronze et patine (121 × 69 × 32 cm), Musée Picasso, Málaga[24]
- Tête de taureau, sculpture en bronze, épreuve unique (34 × 56,5 × 54,5 cm), Musée national Picasso-Paris[2]

## 1932
Huiles sur toile sauf mention contraire
- La Lecture (2 janvier), (130 × 97,5 cm), Musée national Picasso-Paris[25]
- La Ceinture jaune (6 janvier), (130 × 97 cm)[26]
- Jeune Fille devant un miroir (mars), (162 × 130 cm), Museum of Modern Art, New York.
- Nature morte aux tulipes (2 mars), huile sur toile, collection particulière[27]
- Nature morte : buste, coupe et palette (3 mars), (130,5 × 97,5 cm), Musée national Picasso-Paris[21]
- Buste de femme de profil (Femme écrivant) (1er avril), huile sur toile[28]
- Femme couchée (19 juin), (38 × 46 cm), Centre Pompidou, Paris[29]
- Nu couché (4 avril), huile sur toile (130 × 161,7 cm), Musée national Picasso-Paris[21]
- Trois Femmes jouant (15 septembre), huile et essence sur toile (27 × 41 cm), collection particulière[30]
- Femme assise près d'une fenêtre (30 octobre), huile sur toile, collection particulière[31]
- Le Sauvetage (novembre), huile sur toile, collection particulière[32]
- Le Sauvetage (20 novembre), huile sur toile (130 × 97,5 cm), Fondation Beyeler[33]
- La Lecture (11 décembre), huile sur toile, collection particulière[34]
- Femme couchée à la tête blonde (21 décembre), huile sur toile, collection particulière[35]
- Les Amants, huile sur toile, collection particulière[36]
- La Femme au jardin (1930-1932), sculpture en bronze soudé (209,6 × 116,8 × 81,3 cm), Musée national Picasso-Paris[21]
- Femme couchée à la mèche blonde (130 × 162 cm), collection Ezra et David Nahmad[37]
- La Lecture (65,5 × 50 cm)[38]
- Le Repos, huile sur toile (46 × 46 cm)[39]
- Main, sculpture en plâtre (37 × 19,5 × 11 cm), Musée national Picasso-Paris[23]
- Nu au plateau de sculpteur, huile sur bois (162 × 130 cm), collection privée
- Oiseau, sculpture en plâtre (25 × 21 × 31 cm), collection particulière[23]
- Le Rêve, huile sur bois (130 × 97 cm), collection particulière[40]
- Tête de femme, sculpture en bronze, épreuve unique, fonderie Coubertin (25 mai 1981) (56 × 42,5 × 22 cm), Musée national Picasso-Paris[23]

## 1933
Huiles sur toile, dessins
- Corrida : la mort de la femme torero (6 septembre), huile et crayon sur bois (21,7 × 27 cm), Musée national Picasso-Paris[25]
- Corrida. La mort du torero
- Figure au bord de la mer, pastels secs, plume, encre de Chine et fusain sur papier à dessin (51,1 × 35,2 cm), Musée national Picasso-Paris[4]
- Femme nue au minotaure, Musée Zervos - Maison Romain-Rolland, Vézelay[41]
- Sculpteur assis, Modèle couché et Statue, eau-forte (26,7 × 19,4 × cm), Musée irlandais d'Art moderne, Dublin[42]
- Sculpteur, Modèle portant un masque et Statue d'un nu debout, eau forte (26,3 × 19,4 × cm), Musée irlandais d'Art Moderne, Dublin[42]

Sculptures
- Tête casquée, sculpture en plâtre, métal et bois (120,7 × 24,9 × 68,8 cm), Museum of Modern Art, New York[23]
- Tête de femme, de trois quarts, sculpture en plâtre (32,5 × 23 × 7,5 cm), Musée national Picasso-Paris[23]
- Tête de femme, profil droit, sculpture en plâtre (19 × 16 × 4,5 cm), Musée national Picasso-Paris[23]
- Tête de femme, profil gauche, sculpture en plâtre (15 × 20,5 × 7 cm), Musée national Picasso-Paris[23]
- La Femme au vase ou La Dame à l'offrande , sculpture en plâtre. Deux répliques en bronze sont présentes au Guggenheim de Bilbao et au château de Vauvenargues, sur la tombe de l'artiste. Une réplique en ciment est créée pour le pavillon espagnol de l'Exposition internationale de Paris de 1937[43],[44].

## 1934
- Femmes lisant (Deux personnages) (27 mars), huile sur toile[45]
- Deux personnages (La Lecture) (30 mars), huile sur toile, collection particulière[46]
- Tête de femme endormie (12 juillet), huile sur toile (33 × 46 cm), collection particulière[47]
- Nu dans un jardin (4 août), huile sur toile (162 × 160 cm), Musée national Picasso-Paris[25]
- Femme au feuillage, sculpture en bronze, épreuve unique, fonderie C. Valsuani (37,9 × 20 × 25,9 cm), Musée national Picasso-Paris[23]
- Femme au feuillage, sculpture en plâtre (38,9 × 27,5 × 21 cm), collection particulière[23]
- Papier froissé, sculpture en plâtre (11 × 31,5 × 24 cm), Musée national Picasso-Paris[23]

## 1935
- Femme au chapeau, huile sur toile (50 × 60 cm), Centre Pompidou[48],[49]
- Femmes lisant
- La Minotauromachie (23 mars), eau forte, grattoir et burin sur cuivre. VIIe état. Épreuve sur papier vergé de Montval, tirée à la poupée par Lacourière (57,1 × 77,1), Musée national Picasso-Paris[25]

## 1936
Huiles sur toile sauf mention contraire
- Femme à la fenêtre (Marie-Thérèse) (13 avril)[50]
- Composition (Composition au Minotaure) (9 mai), gouache, crayon, encre et pinceau sur toile[51]
- La Dépouille du Minotaure en costume d'Arlequin, gouache, plume et encre de Chine sur papier aquarelle épais (48,8 × 54,5 cm), Musée national Picasso-Paris[52]
- Faune dévoilant une femme (12 juin), aquatinte sur vergé de Montval (316 × 417 mm), Musée Jenisch Vevey, Suisse[53]
- Femme au bouquet, (73 × 60 cm)[38]
- Portrait de Dora Maar
- Poème manuscrit : « Mathématiquement pure image illusoire du ronflement écœurant... » (4, 11 et 12 novembre), papier et encre (25,4 × 17,3 cm), Musée national Picasso-Paris[25]

## 1937
Huiles sur toile sauf mention contraire
- Baigneuse (1931-1937), sculpture en bronze, épreuve unique, fonderie C. Valsuani (70 × 40,2 × 31,5 cm), Musée national Picasso-Paris[21]
- Guernica (janvier-juin), (349,31 × 776,6 cm), Musée Reina Sofia, Madrid
- Grande Baigneuse au livre (18 février), huile, pastel et fusain sur toile (130 × 97,5 cm), Musée national Picasso-Paris[54]
- Portrait de femme (6 mars), huile sur toile, collection particulière[55]
- Mousquetaire. Buste (2 octobre), huile sur toile, collection particulière[56]
- Femme assise devant la fenêtre (11 mars), Musée national Picasso-Paris
- Tête de femme (printemps), sculpture en ciment, épreuve unique (128,5 × 54,5 × 62,5 cm), Musée Picasso, Antibes[23]
- La femme qui pleure (18 octobre), (55,3 × 46,3 cm), Musée national Picasso-Paris[25]
- Femme au béret et à la robe quadrillée (Marie-Thérèse Walter) (4 décembre), huile sur toile[57]
- La Dépouille de Minotaure en costume d'Arlequin, rideau de scène de la pièce de Romain Rolland, Le 14 juillet, Les Abattoirs, Toulouse
- La Femme qui pleure (59,5 × 49 cm), Tate Modern, Londres
- Main de Picasso, sculpture en plâtre, bois et métal (9,2 × 28,5 × 10 cm), Musée national Picasso-Paris[23]
- Paysage, Felly Nahmad Gallery, Londres[58]
- Portrait de Dora Maar, Musée national Picasso-Paris[59]
- Portrait de Marie-Thérèse, (100 × 81 cm), Musée national Picasso-Paris[60]
- Pleureuse, sculpture en plâtre (9,5 × 8 × 4 cm), Musée national Picasso-Paris[21]
- Songe et Mensonge de Franco, texte et 18 eaux-fortes en trois planches[41],[61]
- La Suppliante, gouache sur bois[62]

En 1937, Picasso termine la Suite Vollard, une série d'estampes qu'il a commencée en 1930. 
Dessins 
- Nature morte à la tête de Minotaure. Étude préparatoire pour le tableau Buste de Minotaure devant une fenêtre du 19 avril 1937, 1937, plume et encre noire sur carton (boîte d’allumettes découpée et dépliée à plat), 11,9 x 10,5 cm, musée des Beaux-Arts d’Orléans[63].
- Femme qui hurle, 6 octobre 1937, crayon graphite sur carton, 9 x 7,8 cm, musée des Beaux-Arts d’Orléans[64].

## 1938
- Femme au béret rouge (14 janvier), huile et Ripolin sur toile (46 × 38 cm), collection particulière[65]
- Femme assise sur une chaise (7 mai), huile sur toile[66]
- Femmes à leur toilette, papiers peints collés et gouache sur papier marouflé (229 × 448 cm), Musée national Picasso-Paris[25]
- La Fermière, Musée national Picasso-Paris[41],[61]
- Maya à la poupée et au cheval, huile sur toile[67]
- Nature morte avec Minotaure et Palette (27 novembre), huile sur toile 73 × 92 cm), Musée Picasso, Málaga[68]

## 1939
- Tête de femme au chapeau orange (19 mars), huile sur toile[69]
- Jeune fille aux cheveux noirs (Dora Maar) (29 mars), huile sur toile[70]
- Buste de femme au chapeau (27 mai), huile sur toile[71]
- Tête de femme (Dora Maar) (Janvier-juin), aquatinte, grattoir et pointe sèche en quatre couleurs, gravure sur cuivre, Musée Picasso, Málaga[72]
- Tête de femme (Dora Maar) (14 octobre), huile sur toile[73]
- Buste de femme au chapeau rayé, huile sur toile (81 × 54 cm), Musée national Picasso-Paris[74]
- Tête de femme, huile sur toile (56 × 40 cm), Pinacothèque nationale d'Athènes[75]

## 1940
- Tête de femme (Dora Maar) (17 octobre 1939-9 mars), huile sur toile[76]
- Le Chapeau à fleurs (10 avril 1940), huile sur toile (72 × 60 cm), Centre Pompidou[61]
- Le Viol (2 mai), crayon, pinceau et papier, collection particulière[77]
- Tête de femme (10 juin), huile sur toile (63,5 × 45 cm), Musée national Picasso-Paris
- Tête de femme (11 juin), huile sur toile (64,8 × 45 cm), Musée national Picasso-Paris[78]

Voir aussi
- Picasso. Au cœur des ténèbres (1939-1945)

## 1941
- Jeune Garçon à la langouste (21 juin), huile sur toile (130 × 97 cm), Musée national Picasso-Paris[78]
- Femme assise dans un fauteuil (23 octobre), huile sur toile, collection particulière[79]
- Femme assise dans un fauteuil (3 novembre), huile sur toile (130,5 × 97,3 cm), collection particulière[80]
- Étude pour L'Aubade : femme nue étendue les bras derrière la tête (12 décembre), pastel gras sur papier (27,3 × 35,4 cm), Musée national Picasso-Paris[81]
- Dora Maar au chat, huile sur toile (130 × 97 cm), collection particulière[82]
- Dora Maar assise dans un fauteuil, Pinakothek der Moderne, Allemagne[83]
- Nature morte, huile sur toile (60 × 73 cm), Lille Métropole Musée d'Art moderne, d'Art contemporain et d'Art brut, Villeneuve-d'Ascq[84]
- Nusch Éluard, huile sur toile (71 × 60 cm), Centre Pompidou, Paris[85]
- Tête de Dora Maar (Dora Maar), sculpture en bronze, signée C. Valsuani Cire perdue[86]

## 1942
- Nature morte au panier de fruits et aux fleurs (2 août), huile sur toile (73,5 × 92 cm), collection particulière[87]
- Tête de taureau, selle de cuir et guidon de métal (33,5 × 43,5 × 19 cm), Musée national Picasso-Paris[88]
- Tête de taureau, bronze (édition 1/2 et 2/2), (33,5 × 43,5 × 19 cm), collections particulières[89]

## 1943
- Nature morte aux fleurs et au compotier (14 septembre), huile sur toile 81 × 100,5 cm), collection particulière[90]
- Vase de fleurs et Compotier (17 septembre), huile sur toile 81 × 100,5 cm), collection particulière[91]
- Buste de femme, fragment de nappe en papier imprimé, déchiré et brûlé (16,2 × 12,8 cm), Musée national Picasso-Paris[92]
- Buste de femme, sculpture en carton, ficelle, fil de fer, papier et traits de crayon (29,5 × 5,6 × 10 cm), Musée national Picasso-Paris[92]
- Coq, papier déchiré d'un paquet de cigarette Celtique (4,2 × 3,2 cm), Musée national Picasso-Paris[92]
- La Femme à l'orange ou La Femme à la pomme (1934), sculpture en bronze, épreuve unique, fonte, édité avant septembre 1943 (180,5 × 75 × 67,5 cm), Musée national Picasso-Paris[92]
- Femme assise en robe grise, collection Marina Picasso[93]
- Femme en buste de profil, fragment de nappe en papier imprimé avec traits au crayon graphite (17,5 × 6,8 cm), Musée national Picasso-Paris[92]
- Feuille de platane, papier déchiré et plié d'un paquet de cigarettes Celtique (4,2 × 3,4 cm), Musée national Picasso-Paris[92]
- Gant, papier déchiré et griffé (23 × 7,2 cm), Musée national Picasso-Paris[92]
- Masque, papier déchiré et brûlé (2,6 × 6 cm), Musée national Picasso-Paris[92]
- Petite fille, papier déchiré d'un paquet de cigarettes Celtique (6,1 × 3,6 cm), Musée national Picasso-Paris[92]
- Le Rocking-chair, huile sur toile (161 × 130 cm), Centre Pompidou[3]
- Tête d'homme, papier déchiré avec traits au crayon graphite (12,7 × 18 cm), Musée national Picasso-Paris[92]
- Tête de femme, gouache sur papier marouflé sur toile (66,5 × 51 cm), Lille Métropole - musée d'Art moderne, d'Art contemporain et d'Art brut, Villeneuve-d'Ascq[94]
- Tête de chien, papier déchiré, brûlé et froissé (10,4 × 19,3 cm), Musée national Picasso-Paris[92]
- Tête de chien, papier déchiré et brûlé (4,2 × 6,8 cm), Musée national Picasso-Paris[92]
- Tête de mort, papier déchiré et griffé (16,8 × 13,8 cm), Musée national Picasso-Paris[92]
- Tête d'oiseau, papier déchiré (5,2 × 6,7 cm), Musée national Picasso-Paris[92]
- L'Homme au mouton, bronze, fonderie C. Valsuani (222,5 × 78 × 78 cm), Musée national Picasso-Paris[81]

## 1944
- Buste de femme au chapeau bleu (7 mars), huile sur toile (92 × 60,2 cm), Musée national Picasso-Paris[81]
- Nature morte (6 avril), huile sur toile, collection particulière[95]
- Nu couché et femme se lavant les pieds (18 avril), huile sur toile, collection particulière[96]
- Femme en bleu (25 avril), huile sur toile (130 × 97 cm), Centre Pompidou, Paris[97]
- Nature morte au pichet, verre et orange (19 juillet), huile sur toile (46 × 55 cm), Musée Picasso, Málaga[98]
- Plant de tomates (6 août), huile sur toile, collection particulière[99]
- Tête de femme, sculpture en bronze, épreuve unique, fonte avant 1944 (128,5 × 54,5 × 62,5 cm), Musée national Picasso-Paris[92]

## 1945
- Pichet et Squelette (18 février), huile sur toile (73 × 92,2 cm), Musée national Picasso-Paris[81]
- Nature morte au crâne, poireau et pichet (14 mars), huile sur toile (73 × 115,9 cm), Musée Picasso, Málaga[98]
- Plant de tomates (7 août), huile sur toile, collection particulière[100]
- La Casserole émaillée[101], huile sur toile (82 × 106,5 cm), Centre Pompidou, Paris[102]
- Portrait de Max Jacob[103]
- Vénus au gaz, brûleur de fourneau au gaz, dressé à la verticale, collection particulière[89]